# Alfabet turc
L'alfabet turc és l'alfabet llatí amb algunes modificacions. Té 29 lletres: 21 consonants i 8 vocals. Algunes lletres van ser adaptades pels requeriments fonètics de la llengua, com Ä, Ç, Ğ, I, İ, Ö, Ş, i Ü; les lletres Q, W i X no existeixen en l'alfabet.

## Lletres
| Majúscules |   |   |   |   |   |   |   |   |   |   |   |   |   |   |   |   |   |   |   |   |   |   |   |   |   |   |   |   |
| A          | B | C | Ç | D | E | F | G | Ğ | H | I | İ | J | K | L | M | N | O | Ö | P | R | S | Ş | T | U | Ü | V | Y | Z |
| Minúscules |   |   |   |   |   |   |   |   |   |   |   |   |   |   |   |   |   |   |   |   |   |   |   |   |   |   |   |   |
| a          | b | c | ç | d | e | f | g | ğ | h | ı | i | j | k | l | m | n | o | ö | p | r | s | ş | t | u | ü | v | y | z |

### Pronunciació
- A: AFI /a/. Es pronuncia com la a de casa.
- B: AFI /b/. Es pronuncia com la b de Barcelona
- C: AFI /dʒ/. Es pronuncia com el dígraf tg a metge.
- Ç: AFI /tʃ/. Es pronuncia com el dígraf tx a cotxe.
- D: AFI /d/. Es pronuncia com la d de desig.
- E: AFI /e/ o /æ/. Es pronuncia com la e oberta a exèrcit.
- F: AFI /f/. Es pronuncia com la f de Figueres.
- G: AFI /g/ o /ɟ/. Es pronuncia com la g de Gavà.
- Ğ: AFI /ɣ/. Es pronuncia com la g intervocàlica a figa.
- H: AFI /h/. Es pronuncia com la h aspirada a halar.
- I: AFI /ɯ/. No existeix en català.
- İ: AFI /i/. Es pronuncia com la i de Igualada.
- J: AFI /ʒ/. Es pronuncia com la j de joc.
- K: AFI /k/ o /c/. Es pronuncia com la c de collita.
- L: AFI /l/ o /ɫ/. Es pronuncia com la l velaritzada a Caldes.
- M: AFI /m/. Es pronuncia com la m de Mollerussa.
- N: AFI /n/. Es pronuncia com la n de Noguera.
- O: AFI /o/. Es pronuncia com la o de dona.
- Ö: AFI /œ/. Es pronuncia com el dígraf eu en francès a deux o com la ö alemanya a Möbel.
- P: AFI /p/. Es pronuncia com la p de Pallars.
- R: AFI /ɾ/. Es pronuncia com la r de cara.
- S: AFI /s/. Es pronuncia com la s de Salou.
- Ş: AFI /ʃ/. Es pronuncia com el dígraf ix a caixa.
- T: AFI /t/. Es pronuncia com la t de Tortosa.
- U: AFI /u/. Es pronuncia com la u de ungla.
- Ü: AFI /y/. Es pronuncia com la u francesa a voiture o com la ü alemanya a über.
- V: AFI /v/. Es pronuncia com la v francesa de voiture o com la v en la pronúncia valenciana a València.
- Y: AFI /j/. Es pronuncia com la i intervocàlica a iogurt.
- Z: AFI /z/. Es pronuncia com la z de zebra.

## Història

### Orígens
El turc s'escrivia antigament amb el sistema d'inscripcions d'Orkhon. Tanmateix, durant la història van fer-se servir diferents alfabets, com el ciríl·lic, l'alifat, el grec, el llatí i d'altres sistemes d'escriptura asiàtics. Durant l'època otomana el turc s'escrivia amb l'alfabet àrab. Tot i així, i fins i tot abans de la reforma del segle xx, va començar a escriure's amb l'alfabet llatí. I ja el 1635 Frang Bardhi va publicar un diccionari llatí-albanès que incloïa diverses paraules en turc en forma d'annex.

### Reforma

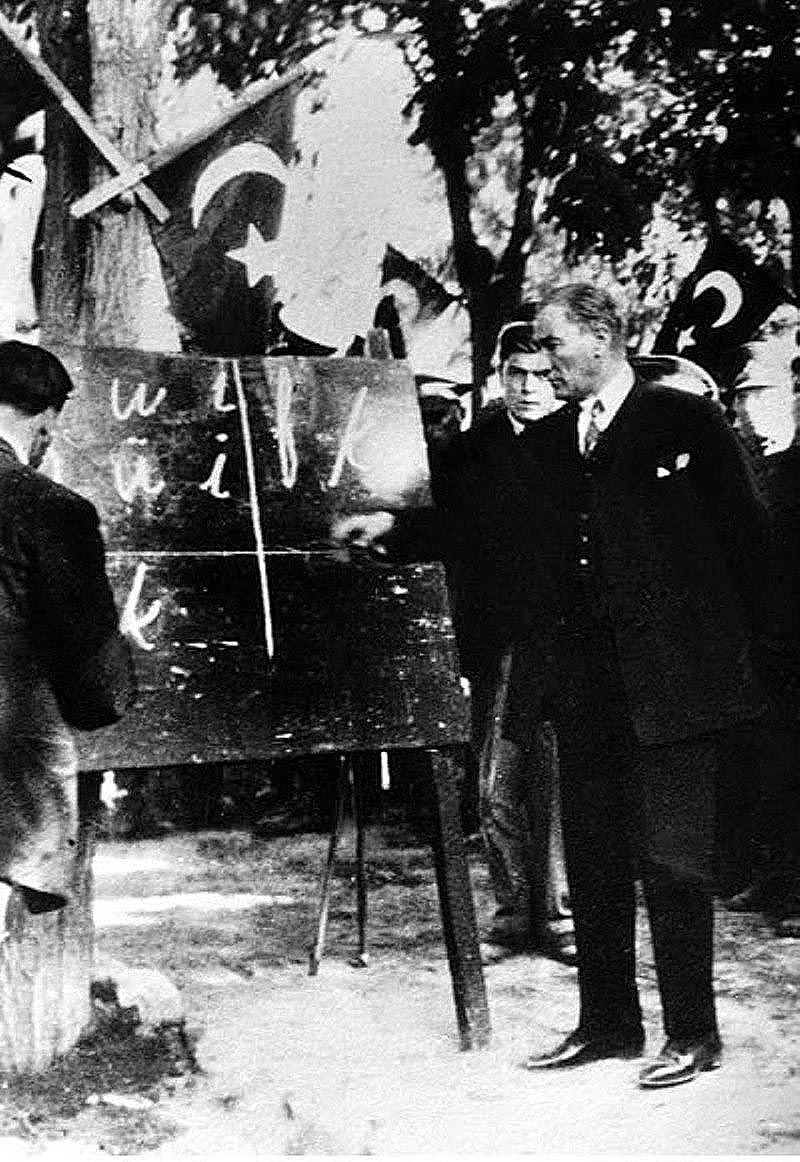
Atatürk ensenyant el nou alfabet turc a Kayseri el 20 de setembre de 1928.

Els 29 caràcters de l'alfabet turc foren establerts per la Llei sobre l'adopció i aplicació de l'alfabet turc núm. 13532 a Turquia l'1 de novembre de 1928 com a pas vital en la vida cultural de les reformes d'Atatürk, substituint així l'antic alfabet otomà. Finalment, el nou alfabet fou creat com una versió ampliada de l'alfabet llatí gràcies a Atatürk, qui va anunciar aquest gran canvi el juliol de 1928.
La reforma de l'alfabet, combinada amb la creació de l'Associació de la Llengua Turca el 1932, amb les campanyes del Ministeri d'Ensenyament, com l'obertura de centres d'ensenyament públic pertot el país, i amb la promoció activa de les persones properes a Atatürk cap a zones rurals del país van aconseguir un augment important en la taxa d'alfabetització de la població, i aviat es va passar del 20% al 90%. Les reformes també van rebre el suport de la Llei de drets d'autor, publicada el 1934, fomentant i reforçant el sector editorial privat. El 1939 el Primer Congrés de Publicacions Turques, amb una assistència de 186 diputats, fou organitzat a Ankara per debatre temes com els drets d'autor, la impremta, els progressos en la millora de la taxa d'alfabetització i les publicacions científiques.

## Diferències respecte a l'alfabet llatí
Cal tenir en compte que hi ha algunes diferències respecte a l'alfabet llatí, com la I sense punt, que té un so completament diferent de la i catalana. Aquesta lletra en turc s'escriu diferent de la i tant en majúscules com en minúscules: I és la majúscula de ı, mentre que İ és la majúscula de i. (En la llei original sobre l'alfabet turc, la İ estava abans de la I, actualment aquest ordre és al revés).
Els accents circumflexs són opcionals, i només poden col·locar-se sobre a, i i u (â, î, û) per a diferenciar paraules amb la mateixa ortografia però amb significats diferents, o per a indicar la palatalització de la consonant precedent (per exemple, kar /kar/ significa neu, mentre que kâr /car/ significa benefici). També es pot fer servir per a indicar vocals llargues en els préstecs de l'àrab. Aquestes lletres són variants de la a, i i u respectivament, i avui dia llur ús és molt rar.

### Q, W i X
L'alfabet turc no conté les lletres Q, W i X. En canvi, els seus sons són transliterats al turc com a K, V i KS respectivament. La llei del 1928 declara l'ús obligatori de lletres turques en documents oficials, com en certificats de naixement, documents matrimonials i de registres de propietat... La Constitució turca de 1982 conserva aquesta llei. Tanmateix, el requisit d'utilitzar l'alfabet turc en els registres de l'Estat ha fet impossible registrar els noms d'alguns turcs, tal com es presenten en llur ortografia, que sí que inclou aquestes lletres. Les famílies poden donar als seus fills noms kurds, però no poden incloure's en els documents oficials, on estan obligats a transliterar-se amb K, V i KS.